# Ekiben

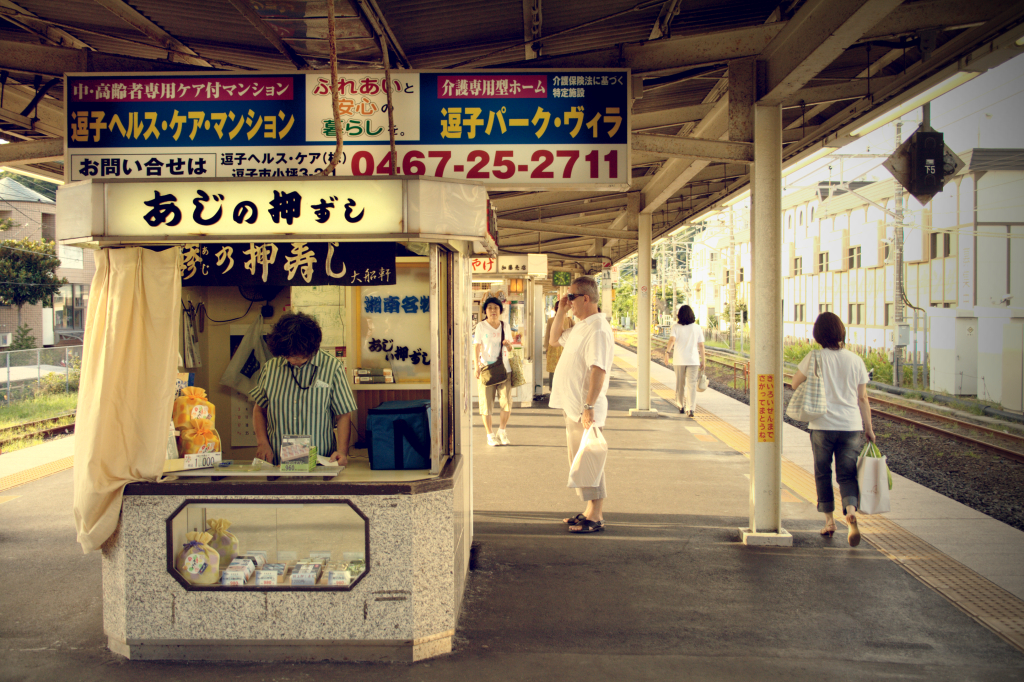
Un stand dekiben sur un quai à la gare de Kamakura.

L'ekiben (駅弁) est un type de bentō ; sa spécificité est d'être vendu dans les gares ou dans les trains, le mot bentō désignant un casse croûte dans une gamelle quelle que soit sa provenance. On peut se procurer des ekiben au Japon et à Taiwan dans les gares, sur les quais et même dans le train. Ils sont vendus dans des récipients de qualité variable (plastique, bois, céramique), accompagnés quand cela est nécessaire de baguettes jetables. Il en existe entre 3 500 et 4 000 variétés, certaines gares ayant acquis une réputation pour leurs ekiben constitués de spécialités locales.
Les formes de certains ekiben plus récents peuvent adopter l'aspect surprenant de trains à grande vitesse, de crabes, de ballons de sport ou d'autres objets alors qu'ils n'étaient autrefois faits que de matériaux plus rudimentaires (papier, peuplier) et n'étaient pas forcément laqués.
Si les ekiben étaient vendus, originellement, aux voyageurs, par des vendeurs ambulants, depuis le quai et à travers les fenêtres des trains, les choses se modifient peu à peu à partir des années 1960. C'est l'époque durant laquelle le chemin de fer national se modernise en verrouillant leurs fenêtres afin d'installer la climatisation dans leurs wagons. Ainsi ce type de vente a pratiquement disparu au cours des années 1970, poussant les vendeurs d'ekiben à s'adapter. L'âge d'or de l'ekiben a été les années 1980 : les transports aériens étant devenu plus accessibles, ils ont par la suite peu à peu supplanté le train pour les trajets longue distance.